# Старостин, Михаил Степанович
Михаил Степанович Старостин (род. 1924) — советский и российский инженер-электромеханик, специалист в области вычислительной техники. Лауреат Государственной премии СССР (1981).

## Биография
Родился 4 июля 1924 года в деревне Тамбы Майнского района Ульяновской области в крестьянской семье.
До 1941 года учился в сельской школе, с 1941 года призван в ряды РККА и направлен в действующую армию, участник Великой Отечественной войны — воевал на Степном, 2-м Украинском и Забайкальском фронтах.
В 1943 году был участником Курской битвы. С 1945 года участник Советско-японской войны.
В 1956 году окончил Московский энергетический институт. С 1956 года работал в системе МСМ СССР. С 1956 года направлен в закрытый город Челябинск-70 работал — заместителем начальника и с 1959 по 2007 годы — первым заместителем начальника Математического научно-исследовательского отделения (НИО-3), с 1998 года — ведущий эксперт-консультант Всероссийского научно-исследовательского института технической физики.
Под руководством и при участии М. С. Старостина проходило становление вычислительного центра РФЯЦ — ВНИИТФ, были получены самые высокопроизводительные вычислительные машины, выпускавшиеся в тот период в СССР, разработан и внедрён ряд новых устройств, значительно расширивших возможности вычислительной техники.

## Награды
- Орден Трудового Красного Знамени (1971)
- Орден Отечественной войны II степени (1985)
- Медаль «За победу над Германией в Великой Отечественной войне 1941—1945 гг.» (1945)
- Медаль «За победу над Японией» (1945)

### Премии
- Государственная премия СССР (1981 — «за создание новых образцов спецтехники»)